# Slicker Than Your Average
Slicker Than Your Average é o segundo álbum de estúdio do cantor e compositor inglês de Pop/R&B e Soul Craig David, lançado em 2002.

## Faixas
todas as faixas escritas e compostas por Craig David.
1. "Slicker than Your Average" - 5:58
2. "What's Your Flava?" -	3:50
3. "Fast Cars" - 4:16
4. "Hidden Agenda" - 3:54
5. "Eenie Meenie" (com Messiahbolical) - 5:04
6. "You Don't Miss Your Water ('Til the Well Runs Dry)" -	5:20
7. "Rise & Fall" (com Sting) - 4:47
8. "Personal" - 5:24
9. "Hands Up in the Air" - 4:05
10. "2 Steps Back" - 3:48
11. "Spanish" (com Duke One) - 5:03
12. "What's Changed" - 4:41
13. "World Filled with Love" - 3:45